# 新阿姆斯特丹 (印第安納州)
新阿姆斯特丹（英語：New Amsterdam）是一個位於美國印第安納州哈里森縣的城鎮。

## 人口
根據2010年美國人口普查的數據，新阿姆斯特丹的面積為0.26平方千米，當中陸地面積為0.20平方千米，而水域面積為0.06平方千米。當地共有人口27人，而人口密度為每平方千米104人。